# Blålid
Blålid – wieś w zachodniej Norwegii, w okręgu Sogn og Fjordane, w gminie Vågsøy. Miejscowość leży – od zachodu nad cieśniną Ulvesundet, od południa nad fiordem Vagsfjorden – odnogą fiordu Nordfjord. Blålid znajduje się około 1 km na zachód od miejscowości Degnepoll oraz około 3 km na południowy wschód od centrum administracyjnego gminy Måløy. Nieopodal miejscowości leży wyspa Skavøy.
W 2001 roku wieś liczyła 194 mieszkańców.
Miejscowość jest wymieniona w źródłach historycznych pochodzących z XVI wieku. W czasie II wojny światowej w Blålid znajdował się fort z kilkoma dużymi armatami oraz stacjonowało tu około 90 niemieckich żołnierzy.